# Santuario della Madonna del Carmine (Rivalto)
Il santuario della Madonna del Carmine è un luogo di culto cattolico di Rivalto, nel comune di Chianni.

## Storia e descrizione
Completamente immerso nel bosco, l'edificio risale al XVIII secolo ed è caratterizzato da un elegante portico. La nascita del santuario risale, tuttavia, al secolo precedente e coincide con l'arrivo di alcuni frati carmelitani, provenienti dal monastero di San Torpè di Pisa, che attraverso le loro predicazioni diffusero in tutta la zona il culto della Madonna del Carmine, come conferma l'omonimo santuario della vicina Chianni. Dal santuario di Rivalto proviene una bella immagine raffigurante la "Madonna del Carmine", della seconda metà del XVII secolo, del pittore fiorentino Carlo Dolci.